# Puoti (dolce)
I puoti de Santa Lussia sono dei dolci tradizionalmente consumati nella Provincia di Verona in occasione della festa di Santa Lucia di pastafrolla o di pane dolce (tipo brioche), da non confondere con le "frolle de Santa Lussia". A seconda della zona di produzione esistono più varianti.
In lingua veneta puoto significa bambolotto, infatti la loro forma spesso ricorda quella di un fanciullo.
La tradizione vuole che, nella notte tra il 12 e il 13 dicembre, assieme a dolciumi e giocattoli, Santa Lucia porti questi biscotti nelle case dei bambini buoni.